# Hypothymis
Hypothymis – rodzaj ptaków z rodziny monarek (Monarchidae).

## Zasięg występowania
Rodzaj obejmuje gatunki występujące w Azji.

## Morfologia
Długość ciała 14–17 cm, masa ciała 8,9–13,6 g.

## Systematyka
Rodzaj zdefiniował w 1826 roku zoolog Friedrich Boie w artykule poświęconym systematyce rzędów, rodzin i rodzajów ptaków opublikowanym w czasopiśmie Isis von Oken. Gatunkiem typowym jest (oznaczenie monotypowe) monarszyk hiacyntowy (H. azurea).

### Etymologia
- Hypothymis (Hypothimus): gr. ὑποθυμις hupothumis ‘niezidentyfikowany ptak’ wspomniany przez Arystofanesa[11].
- Muscylva (Muscisylva): zbitka wyrazowa nazwa rodzajów: Muscicapa Brisson, 1760 (muchołówka) i Sylvia Scopoli, 1769 (kapturka)[12]. Typ nomenklatoryczny (późniejsze oznaczenie): Muscicapa caerulea J.F. Gmelin, 1789 (= Muscicapa azurea Boddaert, 1783)[8].
- Cyanomyias (Cyanomyas): gr. κυανος kuanos ‘ciemnoniebieski’; łac. myias ‘muchołówka’, od gr. μυια muia, μυιας muias ‘mucha’; πιαζω piazō ‘chwytać’[13]. Typ nomenklatoryczny (oznaczenie monotypowe): Hypothymis coelestis Tweeddale, 1877.
- Camiguinia: wyspa Camiguín, wyspy Babuyán, Cagayan, Filipiny[14]. Typ nomenklatoryczny (oryginalne oznaczenie): Camiguinia personata[e] McGregor, 1907.
- Haplornis: gr. ἁπλοος haploos ‘zwykły, prosty’; ορνις ornis, ορνιθος ornithos ‘ptak’[15].

### Podział systematyczny
Do rodzaju należą następujące gatunki:
- Hypothymis azurea (Boddaert, 1783) – monarszyk hiacyntowy
- Hypothymis puella (Wallace, 1863) – monarszyk mały
- Hypothymis helenae (Steere, 1890) – monarszyk krótkoczuby
- Hypothymis coelestis Tweeddale, 1877 – monarszyk długoczuby